# Curling-Europameisterschaft 1999
Die Curling-Europameisterschaft 1999 der Männer und Frauen fand vom 4. bis 11. Dezember in Chamonix in Frankreich statt.

## Turnier der Männer

### Teilnehmer

#### Gruppe A
| Dänemark | Deutschland | England | Finnland |
| --- | --- | --- | --- |
| Skip: Ulrik Schmidt Third: Lasse Lavrsen Second: Brian Hansen Lead: Carsten Svensgaard Alternate: Bo Jensen     | Skip: Daniel Herberg Third: Sebastian Stock Second: Stephan Knoll Lead: Patrick Hoffman Alternate: Markus Messenzehl | Skip: Mark Copperwheat Third: Bruce Bowyer Second: Stephen Hinds Lead: Richard Hills Alternate: Chris. Robinson      | Skip: Markku Uusipaavalniemi Third: Wille Mäkelä Second: Tommi Häti Lead: Jari Laukkanen Alternate: Raimo Lind |
| Frankreich | Niederlande | Norwegen | Russland |
| Skip: Thierry Mercier Third: Cyrille Prunet Second: Eric Laffin Lead: Gerard Ravello Alternate: Lionel Tournier | Skip: Wim Neeleman Third: Reg Wiebe Second: Robert van der Cammen Lead: Willem Pronk Alternate: Jan Willem Kooistra  | Skip: Pål Trulsen Third: Lars Vågberg Second: Flemming Davanger Lead: Bent Ånund Ramsfjell Alternate: Ole Ingvaldsen | Skip: Alexei Zeloussow Third: Dmitri Ryjov Second: Matvei Vakin Lead: Victor Vorobiev Alternate: Denis Antonik |
| Tschechien | Schweden | Schweiz | Schottland |
| Skip: Karel Kubeska Third: Jan Letal Second: Jiri Pelc Lead: David Netusil Alternate: Jirí Snítil               | Skip: Peter Lindholm Third: Tomas Nordin Second: Magnus Swartling Lead: Peter Narup Alternate: Joakim Carlsson       | Skip: Patrick Hürlimann Third: Dominic Andres Second: Martin Romang Lead: Diego Perren Alternate: Patrik Lörtscher   | Skip: Hammy McMillan Third: Warwick Smith Second: Ewan MacDonald Lead: Peter Loudon Alternate: James Dryburgh  |

#### Gruppe B
| Bulgarien                                                                          | Italien | Luxemburg | Österreich                                                                        |
| ---------------------------------------------------------------------------------- | --- | --- | --------------------------------------------------------------------------------- |
| Skip: Lubomir Velinov Third: Ivaylo Petrov Second: Georgy Petrov Lead: Joro Markov | Skip: Stefano Ferronato Third: Fabio Alverà Second: Gianluca Lorenzi Lead: Alessandro Zisa Alternate: Marco Mariani | Skip: Hanjörg Bless Third: Nico Schweich Second: Andreas Westenfelder Lead: Jesper Winding Alternate: Bo Kleimann | Skip: Alois Kreidl Third: Stefan Salinger Second: Franz Huber Lead: Werner Wanker |

### Round Robin

#### Gruppe A 1
| Schlüssel | Schlüssel          |
| --------- | ------------------ |
|           | Viertelfinale      |
|           | Challenge Play-off |

| Draw | Begegnung               | Resultat | Begegnung                | Resultat | Begegnung                | Resultat |
| ---- | ----------------------- | -------- | ------------------------ | -------- | ------------------------ | -------- |
| 1    | Schweden – Finnland     | 4-6      | Tschechien – Schweiz     | 4-7      | Frankreich – Niederlande | 7-3      |
| 2    | Finnland – Schweiz      | 2-3      | Tschechien – Niederlande | 6-12     | Frankreich – Schweden    | 4-7      |
| 3    | Tschechien – Frankreich | 3-4      | Finnland – Niederlande   | 10-6     | Schweden – Schweiz       | 6-5      |
| 4    | Niederlande – Schweden  | 1-10     | Schweiz – Frankreich     | 10-7     | Finnland – Tschechien    | 9-2      |
| 5    | Frankreich – Finnland   | 3-5      | Schweden – Tschechien    | 8-2      | Niederlande – Schweiz    | 5-13     |

| Platz | Team        | Spiele | Siege | Ndlg. |
| ----- | ----------- | ------ | ----- | ----- |
| 1.    | Finnland    | 5      | 4     | 1     |
| 2.    | Schweiz     | 5      | 4     | 1     |
| 3.    | Schweden    | 5      | 4     | 1     |
| 4.    | Frankreich  | 5      | 2     | 3     |
| 5.    | Niederlande | 5      | 1     | 4     |
| 6.    | Tschechien  | 5      | 0     | 5     |

#### Gruppe A 2
| Schlüssel | Schlüssel          |
| --------- | ------------------ |
|           | Viertelfinale      |
|           | Challenge Play-off |

| Draw | Begegnung              | Resultat | Begegnung              | Resultat | Begegnung                | Resultat |
| ---- | ---------------------- | -------- | ---------------------- | -------- | ------------------------ | -------- |
| 1    | Schottland – Norwegen  | 7-4      | Dänemark – Deutschland | 7-6      | Russland – England       | 6-3      |
| 2    | Dänemark – England     | 10-2     | Russland – Schottland  | 2-5      | Norwegen – Deutschland   | 11-5     |
| 3    | Russland – Dänemark    | 6-5      | Norwegen – England     | 9-5      | Deutschland – Schottland | 10-3     |
| 4    | Deutschland – Russland | 10-4     | Norwegen – Dänemark    | 8-10     | England – Schottland     | 4-6      |
| 5    | England – Deutschland  | 3-10     | Russland – Norwegen    | 3-5      | Schottland – Dänemark    | 9-4      |

| Platz | Team        | Spiele | Siege | Ndlg. |
| ----- | ----------- | ------ | ----- | ----- |
| 1.    | Schottland  | 5      | 4     | 1     |
| 2.    | Dänemark    | 5      | 3     | 2     |
| 3.    | Norwegen    | 5      | 3     | 2     |
| 4.    | Deutschland | 5      | 3     | 2     |
| 5.    | Russland    | 5      | 2     | 3     |
| 6.    | England     | 5      | 0     | 5     |

#### Gruppe B
| Schlüssel | Schlüssel          |
| --------- | ------------------ |
|           | Challenge Play-off |

| Draw | Begegnung              | Resultat | Begegnung              | Resultat |
| ---- | ---------------------- | -------- | ---------------------- | -------- |
| 1    | Luxemburg – Bulgarien  | 11-1     |                        |          |
| 2    | Luxemburg – Italien    | 6-8      |                        |          |
| 3    | Bulgarien – Österreich | 3-8      |                        |          |
| 4    | Italien – Österreich   | 7-5      |                        |          |
| 5    | Italien – Bulgarien    | 6-2      | Österreich – Luxemburg | 3-8      |

| Platz | Team       | Spiele | Siege | Ndlg. |
| ----- | ---------- | ------ | ----- | ----- |
| 1.    | Italien    | 4      | 3     | 1     |
| 2.    | Luxemburg  | 4      | 2     | 2     |
| 3.    | Österreich | 4      | 1     | 3     |
| 4.    | Bulgarien  | 4      | 0     | 4     |

#### Challenge Play-off
Die Sieger stehen im Viertelfinale, die Verlierer spielen um Rang 11.
| Spiel | Begegnung               | Resultat |
| ----- | ----------------------- | -------- |
|       | Deutschland – Luxemburg | 4-5      |
|       | Frankreich – Italien    | 9-5      |

### Play-off

#### Um Rang 1–4
|  | Viertelfinale | Viertelfinale | Viertelfinale |  |  | Halbfinale | Halbfinale | Halbfinale |  |  | Finale           | Finale           | Finale           |
|  |               |               |               |  |  |            |            |            |  |  |                  |                  |                  |
|  |               | Norwegen      | 5             |  |  |            |            |            |  |  |                  |                  |                  |
|  |               | Schweiz       | 8             |  |  |            |            |            |  |  |                  |                  |                  |
|  |               |               |               |  |  |            | Dänemark   | 11         |  |  |                  |                  |                  |
|  |               |               |               |  |  |            | Finnland   | 4          |  |  |                  |                  |                  |
|  |               | Frankreich    | 7             |  |  |            |            |            |  |  |                  |                  |                  |
|  |               | Schottland    | 8             |  |  |            |            |            |  |  |                  |                  |                  |
|  |               |               |               |  |  |            |            |            |  |  |                  | Dänemark         | 5                |
|  |               |               |               |  |  |            |            |            |  |  |                  | Schottland       | 6                |
|  |               | Dänemark      | 9             |  |  |            |            |            |  |  |                  |                  |                  |
|  |               | Schweden      | 6             |  |  |            |            |            |  |  |                  |                  |                  |
|  |               |               |               |  |  |            | Schweiz    | 2          |  |  |                  |                  |                  |
|  |               |               |               |  |  |            | Schottland | 9          |  |  | Spiel um Platz 3 | Spiel um Platz 3 | Spiel um Platz 3 |
|  |               | Finnland      | 5             |  |  |            |            |            |  |  |                  | Schweiz          | 4                |
|  |               | Luxemburg     | 4             |  |  |            |            |            |  |  |                  | Finnland         | 9                |

#### Um Rang 5–8
|  | Halbfinale | Halbfinale | Halbfinale |  |          | Spiel um Rang 5 | Spiel um Rang 5 | Spiel um Rang 5 |
|  |            |            |            |  |          |                 |                 |                 |
|  |            |            |            |  |          |                 |                 |                 |
|  |            | Frankreich | 2          |  |          |                 |                 |                 |
|  |            | Norwegen   | 7          |  |          |                 |                 |                 |
|  |            |            |            |  | Norwegen | 9               |                 |                 |
|  |            |            |            |  |          | Schweden        | 4               |                 |
|  |            | Schweden   | 8          |  |          |                 |                 |                 |
|  |            | Luxemburg  | 2          |  |          | Spiel um Rang 7 | Spiel um Rang 7 | Spiel um Rang 7 |
|  |            |            |            |  |          | 3               | Frankreich      | 9               |
|  | 4          | Luxemburg  | 4          |  |          |                 |                 |                 |
|  |            |            |            |  |          |                 |                 |                 |

#### Platzierungsspiele
| Spiel      | Begegnung                 | Resultat |
| ---------- | ------------------------- | -------- |
| Um Rang 9  | Niederlande – Deutschland | 2-9      |
| Um Rang 11 | Italien – Russland        | 3-7      |
| Um Rang 13 | Tschechien – England      | 7-8      |

### Endstand
Die ersten 12 spielen 1995 in der Gruppe A
| Platz | Land        |
| ----- | ----------- |
| 1     | Schottland  |
| 2     | Dänemark    |
| 3     | Finnland    |
| 4     | Schweiz     |
| 5     | Norwegen    |
| 6     | Schweden    |
| 7     | Frankreich  |
| 8     | Luxemburg   |
| 9     | Deutschland |
| 10    | Niederlande |
| 11    | Russland    |
| 12    | Italien     |
| 13    | England     |
| 14    | Tschechien  |
| 15    | Österreich  |
| 16    | Bulgarien   |

## Turnier der Frauen

### Teilnehmer
| Bulgarien | Dänemark | Deutschland | England |
| --- | --- | --- | --- |
| Skip: Zveta Bacheva Third: Elena Slavkova Second: Margarita Bacheva Lead: Tatiana Yordanova                     | Skip: Lene Bidstrup Third: Malene Krause Second: Susanne Slotsager Lead: Avijaja Lund Järund Alternate: Lisa Richardson | Skip: Andrea Schöpp Third: Natalie Nessler Second: Heike Schwaller Lead: Andrea Stock Alternate: Jane Boake-Cope          | Skip: Sarah McVey Third: Joan Ross Second: Jacqueline Ambridge Lead: Christine Robinson                                                  |
| Finnland | Frankreich | Italien | Niederlande |
| FGourth: Jaana Hämäläinen Skip: Jaana Jokela Second: Laura Tsutsunen Lead: Tiina Kautonen                       | Skip: Audé Bénier Third: Stéphanie Jaccaz Second: Fabienne Morand Lead: Tatiana Ducroz Alternate: Sandrine Morand       | Skip: Giulia Lacedelli Third: Violetta Caldart Second: Eleonora Alverà Lead: Isabella Colle Alternate: Erica de Salvador  | Skip: Marie José Tiemstra Third: Margrietha Voskuilen Second: Sylvia Van Der Pluijm Lead: Petra Biesterveld Alternate: Annemarie Vaessen |
| Norwegen | Russland | Schweden | Schweiz |
| Skip: Dordi Nordby Third: Hanne Woods Second: Marianne Aspelin Lead: Cecilie Torhaug                            | Fourth: Olga Jarkova Skip: Nina Golovtchenko Second: Yana Nekrasova Lead: Irina Kolesnikova Alternate: Tatiana Smirnova | Skip: Margaretha Lindahl Third: Ulrika Bergmanl Second: Anna Le Moine Lead: Maria "Mia" Zackrisson Alternate: Maria Prytz | Skip: Luzia Ebnöther Third: Nicole Strausak Second: Tanya Frei Lead: Nadia Röthlisberger-Raspe Alternate: Laurence Bidaud                |
| Schottland | Tschechien | | |
| Skip: Rhona Martin Third: Margaret Morton Second: Fiona MacDonald Lead: Janice Rankin Alternate: Carolyn Morris | Skip: Pavla Rubasova Third: Lenka Sáfránková Second: Helena Holakovska Lead: Jana Linhartova Alternate: Renée Lepiskova | | |

### Round Robin

#### Gruppe A 1
| Schlüssel | Schlüssel     |
| --------- | ------------- |
|           | Viertelfinale |

| Draw | Begegnung                 | Resultat | Begegnung             | Resultat | Begegnung                | Resultat |
| ---- | ------------------------- | -------- | --------------------- | -------- | ------------------------ | -------- |
| 1    | Schweden – Deutschland    | 6-5      | England – Niederlande | 8-7      | Frankreich – Tschechien  | 12-2     |
| 2    | Deutschland – Tschechien  | 9-1      | Schweden – England    | 7-4      | Schweiz – Niederlande    | 12-2     |
| 3    | Schweiz – England         | 7-1      | Schweden – Schweden   | 6-5      | Deutschland – Frankreich | 7-6      |
| 4    | Schweden – Niederlande    | 17-0     | Schweiz – Tschechien  | 11-5     | Frankreich – England     | 9-7      |
| 5    | Tschechien – Niederlande  | 10-8     | Schweiz – Frankreich  | 6-2      | Deutschland – England    | 13-6     |
| 6    | Schweden – Tschechien     | 11-3     | Deutschland – Schweiz | 8-3      | Frankreich – Niederlande | 11-0     |
| 7    | Deutschland – Niederlande | 13-2     | Schweiz – England     | 13-2     | Schweden – Frankreich    | 5-4      |

|
| Platz | Team        | Spiele | Siege | Ndlg. |
| ----- | ----------- | ------ | ----- | ----- |
| 1.    | Schweden    | 6      | 5     | 1     |
| 2.    | Schweiz     | 6      | 5     | 1     |
| 3.    | Deutschland | 6      | 5     | 1     |
| 4.    | Frankreich  | 6      | 3     | 3     |
| 5.    | England     | 6      | 2     | 4     |
| 6.    | Tschechien  | 6      | 1     | 5     |
| 7.    | Niederlande | 6      | 0     | 6     |

#### Gruppe A 2
| Schlüssel | Schlüssel     |
| --------- | ------------- |
|           | Viertelfinale |

| Draw | Begegnung              | Resultat | Begegnung             | Resultat | Begegnung             | Resultat |
| ---- | ---------------------- | -------- | --------------------- | -------- | --------------------- | -------- |
| 1    | Russland – Italien     | 6-3      | Finnland – Bulgarien  | 11-2     | Norwegen – Schottland | 8-7      |
| 2    | Schottland – Bulgarien | 14-2     | Norwegen – Italien    | 7-2      | Russland – Dänemark   | 6-5      |
| 3    | Dänemark – Norwegen    | 10-9     | Schottland – Finnland | 8-6      | Italien – Bulgarien   | 11-4     |
| 4    | Norwegen – Russland    | 6-5      | Dänemark – Bulgarien  | 11-0     | Italien – Finnland    | 8-5      |
| 5    | Dänemark – Finnland    | 8-7      | Schottland -Italien   | 11-5     | Russland – Bulgarien  | 10-6     |
| 6    | Norwegen – Bulgarien   | 15-0     | Schottland – Dänemark | 8-5      | Finnland – Russland   | 9-5      |
| 7    | Dänemark – Italien     | 7-3      | Schottland -Russland  | 11-2     | Norwegen – Finnland   | 5-2      |

| Platz | Team       | Spiele | Siege | Ndlg. |
| ----- | ---------- | ------ | ----- | ----- |
| 1.    | Norwegen   | 6      | 5     | 1     |
| 2.    | Schottland | 6      | 5     | 1     |
| 3.    | Dänemark   | 6      | 4     | 2     |
| 4.    | Russland   | 6      | 3     | 3     |
| 5.    | Italien    | 6      | 2     | 4     |
| 6.    | Finnland   | 6      | 2     | 4     |
| 7.    | Bulgarien  | 6      | 0     | 6     |

### Play-off

#### Um Rang 1–4
|  | Viertelfinale | Viertelfinale | Viertelfinale |  |  | Halbfinale | Halbfinale | Halbfinale |  |  | Finale           | Finale           | Finale           |
|  |               |               |               |  |  |            |            |            |  |  |                  |                  |                  |
|  |               | Schweden      | 8             |  |  |            |            |            |  |  |                  |                  |                  |
|  |               | Russland      | 6             |  |  |            |            |            |  |  |                  |                  |                  |
|  |               |               |               |  |  |            | Schweden   | 7          |  |  |                  |                  |                  |
|  |               |               |               |  |  |            | Schottland | 5          |  |  |                  |                  |                  |
|  |               | Schottland    | 3             |  |  |            |            |            |  |  |                  |                  |                  |
|  |               | Deutschland   | 2             |  |  |            |            |            |  |  |                  |                  |                  |
|  |               |               |               |  |  |            |            |            |  |  |                  | Norwegen         | 5                |
|  |               |               |               |  |  |            |            |            |  |  |                  | Schweden         | 4                |
|  |               | Schweiz       | 7             |  |  |            |            |            |  |  |                  |                  |                  |
|  |               | Dänemark      | 3             |  |  |            |            |            |  |  |                  |                  |                  |
|  |               |               |               |  |  |            | Norwegen   | 7          |  |  |                  |                  |                  |
|  |               |               |               |  |  |            | Schweiz    | 5          |  |  | Spiel um Platz 3 | Spiel um Platz 3 | Spiel um Platz 3 |
|  |               | Norwegen      | 11            |  |  |            |            |            |  |  |                  | Schweiz          | 9                |
|  |               | Frankreich    | 6             |  |  |            |            |            |  |  |                  | Schottland       | 5                |

#### Um Rang 5–8
|  | Halbfinale | Halbfinale  | Halbfinale |  |             | Spiel um Rang 5 | Spiel um Rang 5 | Spiel um Rang 5 |
|  |            |             |            |  |             |                 |                 |                 |
|  |            |             |            |  |             |                 |                 |                 |
|  |            | Deutschland | 12         |  |             |                 |                 |                 |
|  |            | Russland    | 2          |  |             |                 |                 |                 |
|  |            |             |            |  | Deutschland | 9               |                 |                 |
|  |            |             |            |  |             | Dänemark        | 3               |                 |
|  |            | Dänemark    | 8          |  |             |                 |                 |                 |
|  |            | Frankreich  | 5          |  |             | Spiel um Rang 7 | Spiel um Rang 7 | Spiel um Rang 7 |
|  |            |             |            |  |             | 3               | Frankreich      | 7               |
|  | 4          | Russland    | 3          |  |             |                 |                 |                 |
|  |            |             |            |  |             |                 |                 |                 |

#### Platzierungsspiele
| Spiel      | Begegnung               | Resultat |
| ---------- | ----------------------- | -------- |
| Um Rang 9  | England – Italien       | 8-7      |
| Um Rang 11 | Finnland – Tschechien   | 8-5      |
| Um Rang 13 | Niederlande – Bulgarien | 10-4     |

### Endstand
| Platz | Land        |
| ----- | ----------- |
| 1     | Norwegen    |
| 2     | Schweden    |
| 3     | Schweiz     |
| 4     | Schottland  |
| 5     | Deutschland |
| 6     | Dänemark    |
| 7     | Frankreich  |
| 8     | Russland    |
| 9     | England     |
| 10    | Italien     |
| 11    | Finnland    |
| 12    | Tschechien  |
| 13    | Niederlande |
| 14    | Bulgarien   |